# Turul Cataloniei 2011
Turul Cataloniei 2011 este a 91-a ediție a Turului Cataloniei, care s-a desfășurat în perioada 21-27 martie 2011.

## Echipe participante
Au fost invitate 24 de echipe. Acestea sunt:
| - Belgia Omega Pharma-Lotto Quick Step - Columbia Colombia es Pasión-Café de Colombia - Danemarca Team Saxo Bank-SunGard - Franța Ag2r-La Mondiale Cofidis - Italia Lampre-ISD Liquigas-Cannondale - Kazahstan Astana - Luxemburg Leopard Trek - Olanda Rabobank Vacansoleil-DCM | - Polonia CCC Polsat Polkowice - Rusia Team Katusha - Spania Euskaltel-Euskadi Team Movistar Andalucía-Caja Granada Caja Rural Geox-TMC - SUA BMC Racing Team Garmin-Cervélo HTC-Highroad Team RadioShack - Marea Britanie Team Sky |

## Etape

### Etapa 1
21 martie: Lloret de Mar – Lloret de Mar, 166,9 km
|    | Ciclist                   | Echipă                 | Timp       |
| -- | ------------------------- | ---------------------- | ---------- |
| 1  | Gatis Smukulis (LAT)      | HTC-Highroad           | 4h 08' 48" |
| 2  | Alessandro Petacchi (ITA) | Lampre-ISD             | + 28"      |
| 3  | José Joaquín Rojas (ESP)  | Team Movistar          | + 28"      |
| 4  | Rigoberto Urán (COL)      | Team Sky               | + 28"      |
| 5  | Jan Bakelants (BEL)       | Omega Pharma-Lotto     | + 28"      |
| 6  | Maxime Bouet (FRA)        | Ag2r-La Mondiale       | + 28"      |
| 7  | Paolo Tiralongo (ITA)     | Astana                 | + 28"      |
| 8  | Cadel Evans (AUS)         | BMC Racing Team        | + 28"      |
| 9  | Bauke Mollema (NED)       | Rabobank               | + 28"      |
| 10 | Alberto Contador (ESP)    | Team Saxo Bank-SunGard | + 28"      |

|    | Ciclist                   | Echipă                 | Timp       |
| -- | ------------------------- | ---------------------- | ---------- |
| 1  | Gatis Smukulis (LAT)      | HTC-Highroad           | 4h 08' 48" |
| 2  | Alessandro Petacchi (ITA) | Lampre-ISD             | + 28"      |
| 3  | José Joaquín Rojas (ESP)  | Team Movistar          | + 28"      |
| 4  | Rigoberto Urán (COL)      | Team Sky               | + 28"      |
| 5  | Jan Bakelants (BEL)       | Omega Pharma-Lotto     | + 28"      |
| 6  | Maxime Bouet (FRA)        | Ag2r-La Mondiale       | + 28"      |
| 7  | Paolo Tiralongo (ITA)     | Astana                 | + 28"      |
| 8  | Cadel Evans (AUS)         | BMC Racing Team        | + 28"      |
| 9  | Bauke Mollema (NED)       | Rabobank               | + 28"      |
| 10 | Alberto Contador (ESP)    | Team Saxo Bank-SunGard | + 28"      |

### Etapa 2
22 martie: Santa Coloma de Farners – Banyoles, 169,3 km
|    | Ciclist                      | Echipă          | Timp       |
| -- | ---------------------------- | --------------- | ---------- |
| 1  | Alessandro Petacchi (ITA)    | Lampre-ISD      | 4h 11' 08" |
| 2  | José Joaquín Rojas (ESP)     | Team Movistar   | t.e.       |
| 3  | Manuel Antonio Cardoso (POR) | Team RadioShack | t.e.       |
| 4  | Samuel Dumoulin (FRA)        | Cofidis         | t.e.       |
| 5  | Aitor Galdós (ESP)           | Caja Rural      | t.e.       |
| 6  | Giacomo Nizzolo (ITA)        | Leopard Trek    | t.e.       |
| 7  | Michel Kreder (NED)          | Garmin-Cervélo  | t.e.       |
| 8  | Thomas Peterson (USA)        | Garmin-Cervélo  | t.e.       |
| 9  | Valentin Iglinsky (KAZ)      | Astana          | t.e.       |
| 10 | Carlos Barredo (ESP)         | Rabobank        | t.e.       |

|    | Ciclist                   | Echipă                 | Timp       |
| -- | ------------------------- | ---------------------- | ---------- |
| 1  | Gatis Smukulis (LAT)      | HTC-Highroad           | 8h 19' 56" |
| 2  | Alessandro Petacchi (ITA) | Lampre-ISD             | + 28"      |
| 3  | José Joaquín Rojas (ESP)  | Team Movistar          | + 28"      |
| 4  | Jan Bakelants (BEL)       | Omega Pharma-Lotto     | + 28"      |
| 5  | Thomas Peterson (USA)     | Garmin-Cervélo         | + 28"      |
| 6  | Carlos Barredo (ESP)      | Rabobank               | + 28"      |
| 7  | Dario Cataldo (ITA)       | Quick Step             | + 28"      |
| 8  | Jelle Vanendert (BEL)     | Omega Pharma-Lotto     | + 28"      |
| 9  | Alberto Contador (ESP)    | Team Saxo Bank-SunGard | + 28"      |
| 10 | Bauke Mollema (NED)       | Rabobank               | + 28"      |

### Etapa 3
23 martie: La Vall d'en Bas – Vallnord, 183,9 km 
|    | Ciclist                | Echipă                              | Timp       |
| -- | ---------------------- | ----------------------------------- | ---------- |
| 1  | Alberto Contador (ESP) | Team Saxo Bank-SunGard              | 4h 45' 31" |
| 2  | Michele Scarponi (ITA) | Lampre-ISD                          | + 23"      |
| 3  | Levi Leipheimer (USA)  | Team RadioShack                     | + 23"      |
| 4  | Daniel Martin (IRL)    | Garmin-Cervélo                      | + 35"      |
| 5  | Chris Horner (USA)     | Team RadioShack                     | + 35"      |
| 6  | Alex Caño (COL)        | Colombia es Pasión-Café de Colombia | + 35"      |
| 7  | Ivan Basso (ITA)       | Liquigas-Cannondale                 | + 38"      |
| 8  | Rigoberto Urán (COL)   | Team Sky                            | + 38"      |
| 9  | Xavier Tondó (ESP)     | Team Movistar                       | + 38"      |
| 10 | Cadel Evans (AUS)      | BMC Racing Team                     | + 50"      |

|    | Ciclist                | Echipă                 | Timp        |
| -- | ---------------------- | ---------------------- | ----------- |
| 1  | Alberto Contador (ESP) | Team Saxo Bank-SunGard | 13h 05' 55" |
| 2  | Levi Leipheimer (USA)  | Team RadioShack        | + 23"       |
| 3  | Michele Scarponi (ITA) | Lampre-ISD             | + 23"       |
| 4  | Daniel Martin (IRL)    | Garmin-Cervélo         | + 35"       |
| 5  | Chris Horner (USA)     | Team RadioShack        | + 35"       |
| 6  | Rigoberto Urán (COL)   | Team Sky               | + 38"       |
| 7  | Ivan Basso (ITA)       | Liquigas-Cannondale    | + 38"       |
| 8  | Xavier Tondó (ESP)     | Team Movistar          | + 38"       |
| 9  | Cadel Evans (AUS)      | BMC Racing Team        | + 50"       |
| 10 | Bauke Mollema (NED)    | Rabobank               | + 1' 12"    |

### Etapa 4
24 martie: La Seu d'Urgell – El Vendrell, 195 km 
|    | Ciclist                      | Echipă            | Timp       |
| -- | ---------------------------- | ----------------- | ---------- |
| 1  | Manuel Antonio Cardoso (POR) | Team RadioShack   | 4h 33' 02" |
| 2  | Giacomo Nizzolo (ITA)        | Leopard Trek      | t.e.       |
| 3  | José Joaquín Rojas (ESP)     | Team Movistar     | t.e.       |
| 4  | Aitor Galdós (ESP)           | Caja Rural        | t.e.       |
| 5  | František Raboň (CZE)        | HTC-Highroad      | t.e.       |
| 6  | Samuel Dumoulin (FRA)        | Cofidis           | t.e.       |
| 7  | Will Clarke (AUS)            | Leopard Trek      | t.e.       |
| 8  | Michel Kreder (NED)          | Garmin-Cervélo    | t.e.       |
| 9  | Michał Gołaś (POL)           | Vacancesoleil-DCM | t.e.       |
| 10 | Daniel Martin (IRL)          | Garmin-Cervélo    | t.e.       |

|    | Ciclist                | Echipă                 | Timp        |
| -- | ---------------------- | ---------------------- | ----------- |
| 1  | Alberto Contador (ESP) | Team Saxo Bank-SunGard | 17h 38' 57" |
| 2  | Levi Leipheimer (USA)  | Team RadioShack        | + 23"       |
| 3  | Michele Scarponi (ITA) | Lampre-ISD             | + 23"       |
| 4  | Daniel Martin (IRL)    | Garmin-Cervélo         | + 35"       |
| 5  | Chris Horner (USA)     | Team RadioShack        | + 35"       |
| 6  | Rigoberto Urán (COL)   | Team Sky               | + 38"       |
| 7  | Ivan Basso (ITA)       | Liquigas-Cannondale    | + 38"       |
| 8  | Xavier Tondó (ESP)     | Team Movistar          | + 38"       |
| 9  | Cadel Evans (AUS)      | BMC Racing Team        | + 50"       |
| 10 | Bauke Mollema (NED)    | Rabobank               | + 1' 12"    |

### Etapa 5
25 martie: El Vendrell – Tarragona, 205,8 km 
|    | Ciclist                      | Echipă             | Timp       |
| -- | ---------------------------- | ------------------ | ---------- |
| 1  | Samuel Dumoulin (FRA)        | Cofidis            | 4h 49' 31" |
| 2  | José Joaquín Rojas (ESP)     | Team Movistar      | t.e.       |
| 3  | Rubén Pérez (ESP)            | Euskaltel-Euskadi  | t.e.       |
| 4  | Aitor Galdós (ESP)           | Caja Rural         | t.e.       |
| 5  | Michał Gołaś (POL)           | Vacancesoleil-DCM  | t.e.       |
| 6  | Diego Milán (ESP)            | Caja Rural         | t.e.       |
| 7  | Nicolas Roche (IRL)          | Ag2r-La Mondiale   | t.e.       |
| 8  | Manuel Antonio Cardoso (POR) | Team RadioShack    | t.e.       |
| 9  | Kenny Dehaes (BEL)           | Omega Pharma-Lotto | t.e.       |
| 10 | František Raboň (CZE)        | HTC-Highroad       | t.e.       |

|    | Ciclist                | Echipă                 | Timp        |
| -- | ---------------------- | ---------------------- | ----------- |
| 1  | Alberto Contador (ESP) | Team Saxo Bank-SunGard | 22h 28' 28" |
| 2  | Levi Leipheimer (USA)  | Team RadioShack        | + 23"       |
| 3  | Michele Scarponi (ITA) | Lampre-ISD             | + 23"       |
| 4  | Daniel Martin (IRL)    | Team Movistar          | + 35"       |
| 5  | Chris Horner (USA)     | Team RadioShack        | + 35"       |
| 6  | Rigoberto Urán (COL)   | Team Sky               | + 38"       |
| 7  | Ivan Basso (ITA)       | Liquigas-Cannondale    | + 38"       |
| 8  | Xavier Tondó (ESP)     | Team Movistar          | + 38"       |
| 9  | Cadel Evans (AUS)      | BMC Racing Team        | + 50"       |
| 10 | Bauke Mollema (NED)    | Rabobank               | + 1' 12"    |

### Etapa 6
26 martie: Tarragona – Mollet del Vallès, 195 km 
|    | Ciclist                      | Echipă             | Timp       |
| -- | ---------------------------- | ------------------ | ---------- |
| 1  | José Joaquín Rojas (ESP)     | Team Movistar      | 4h 22' 19" |
| 2  | Manuel Antonio Cardoso (POR) | Team RadioShack    | t.e.       |
| 3  | Samuel Dumoulin (FRA)        | Cofidis            | t.e.       |
| 4  | Daniel Martin (IRL)          | Garmin-Cervélo     | t.e.       |
| 5  | Diego Milán (ESP)            | Caja Rural         | t.e.       |
| 6  | Daniele Pietropolli (ITA)    | Lampre-ISD         | t.e.       |
| 7  | Rubén Pérez (ESP)            | Euskaltel-Euskadi  | t.e.       |
| 8  | Kenny Dehaes (BEL)           | Omega Pharma-Lotto | t.e.       |
| 9  | Rémi Cusin (FRA)             | Cofidis            | t.e.       |
| 10 | Michał Gołaś (POL)           | Vacancesoleil-DCM  | t.e.       |

|    | Ciclist                  | Echipă                 | Timp        |
| -- | ------------------------ | ---------------------- | ----------- |
| 1  | Alberto Contador (ESP)   | Team Saxo Bank-SunGard | 26h 50' 47" |
| 2  | Levi Leipheimer (USA)    | Team RadioShack        | + 23"       |
| 3  | Michele Scarponi (ITA)   | Lampre-ISD             | + 23"       |
| 4  | Daniel Martin (IRL)      | Garmin-Cervélo         | + 35"       |
| 5  | Chris Horner (USA)       | Team RadioShack        | + 35"       |
| 6  | Rigoberto Urán (COL)     | Team Sky               | + 38"       |
| 7  | Ivan Basso (ITA)         | Liquigas-Cannondale    | + 38"       |
| 8  | Xavier Tondó (ESP)       | Team Movistar          | + 38"       |
| 9  | Cadel Evans (AUS)        | BMC Racing Team        | + 50"       |
| 10 | Kevin Seeldraeyers (BEL) | Quick Step             | + 1' 12"    |

### Etapa 7
27 martie: Parets del Vallès – Barcelona, 124,5 km 
|    | Rider                        | Team               | Time       |
| -- | ---------------------------- | ------------------ | ---------- |
| 1  | Samuel Dumoulin (FRA)        | Cofidis            | 2h 33' 55" |
| 2  | Rigoberto Urán (COL)         | Team Sky           | t.e.       |
| 3  | Kenny Dehaes (BEL)           | Omega Pharma-Lotto | t.e.       |
| 4  | José Joaquín Rojas (ESP)     | Team Movistar      | t.e.       |
| 5  | Manuel Antonio Cardoso (POR) | Team RadioShack    | t.e.       |
| 6  | Aitor Galdós (ESP)           | Caja Rural         | t.e.       |
| 7  | Michał Gołaś (POL)           | Vacancesoleil-DCM  | t.e.       |
| 8  | Blel Kadri (FRA)             | Ag2r-La Mondiale   | t.e.       |
| 9  | Ivan Rovny (RUS)             | Team RadioShack    | t.e.       |
| 10 | Kevin Seeldraeyers (BEL)     | Quick Step         | t.e.       |

|    | Rider                    | Team                   | Time        |
| -- | ------------------------ | ---------------------- | ----------- |
| 1  | Alberto Contador (ESP)   | Team Saxo Bank-SunGard | 29h 24' 42" |
| 2  | Michele Scarponi (ITA)   | Lampre-ISD             | + 23"       |
| 3  | Daniel Martin (IRL)      | Garmin-Cervélo         | + 35"       |
| 4  | Chris Horner (USA)       | Team RadioShack        | + 35"       |
| 5  | Rigoberto Urán (COL)     | Team Sky               | + 38"       |
| 6  | Xavier Tondó (ESP)       | Team Movistar          | + 38"       |
| 7  | Ivan Basso (ITA)         | Liquigas-Cannondale    | + 38"       |
| 8  | Cadel Evans (AUS)        | BMC Racing Team        | + 50"       |
| 9  | Kevin Seeldraeyers (BEL) | Quick Step             | + 1' 12"    |
| 10 | Bauke Mollema (NED)      | Rabobank               | + 1' 12"    |

## Rezultate
| Etapa | Câștigător de etapă          | Clasament general      | Cel mai bun cățărător  | Clasamentul pe puncte      | Clasamentul pe echipe |
| ----- | ---------------------------- | ---------------------- | ---------------------- | -------------------------- | --------------------- |
| 1     | Gatis Smukulis (HTC)         | Gatis Smukulis (HTC)   | Gatis Smukulis (HTC)   | Ben Gastauer (ALM)         | HTC-Highroad (HTC)    |
| 2     | Alessandro Petacchi (LAM)    | Gatis Smukulis (HTC)   | Julián Sánchez (CJR)   | Rubén Pérez (EUS)          | HTC-Highroad (HTC)    |
| 3     | Alberto Contador (SAX)       | Alberto Contador (SAX) | Alberto Contador (SAX) | José Vicente Toribio (ACA) | Team RadioShack (RSH) |
| 4     | Manuel Antonio Cardoso (RSH) | Alberto Contador (SAX) | Alberto Contador (SAX) | Rubén Pérez (EUS)          | Team RadioShack (RSH) |
| 5     | Samuel Dumoulin (COF)        | Alberto Contador (SAX) | Nairo Quintana (CEP)   | Rubén Pérez (EUS)          | Team RadioShack (RSH) |
| 6     | José Joaquín Rojas (GCE)     | Alberto Contador (SAX) | Nairo Quintana (CEP)   | Rubén Pérez (EUS)          | Team RadioShack (RSH) |
| 7     | Samuel Dumoulin (COF)        | Alberto Contador (SAX) | Nairo Quintana (CEP)   | Rubén Pérez (EUS)          | Team RadioShack (RSH) |
| Final | Final                        | Alberto Contador (SAX) | Nairo Quintana (CEP)   | Rubén Pérez (EUS)          | Team RadioShack (RSH) |